# Polly Klaas
Compléments
Assassinée par strangulation
Polly Klaas est une adolescente de 12 ans qui a été victime d'un enlèvement puis d'un assassinat perpétré par Richard Allen Davis le 1er octobre 1993 à Santa Rosa en Californie (États-Unis).

## Enlèvement et assassinat
Le 3 janvier 1981, Polly Hannah Klaas naît à Fairfax dans le Comté de Marin en Californie (États-Unis). Ses parents, Marc et Eve Klaas ont divorcé en 1983, Polly avait 2 ans et demi. Sa mère obtint la garde et a souvent déménagé. En 1987, Eve et son nouveau mari, Allan Nichol, ont eu une fille, Annie. Allan Nicholl avait trois enfants d'un précédent mariage. En 1993, Eve se sépare d'Allan Nichol. Polly, âgé de 12 ans, déménage avec sa mère et sa jeune demi-sœur Annie à Petaluma dans le comté de Sonoma.
Fin septembre 1993, trois mois après sa libération conditionnelle pour une deuxième condamnation à la suite d'une agression, un homme (en:Richard Allen Davis "Rick") né le 2 juin 1954  à San Francisco (Californie). Une fois par semaine, il doit se rendre en voiture de son ranch indien d'Ukiah pour rencontrer son agent de libération conditionnelle, ce qui lui permet d'observer toute activité de la police dans la région.
Vendredi 1er octobre 1993, Polly organise une soirée pyjama dans le salon de sa maison avec deux copines de son collège, Kate McLean et Gillian Pelham. Autour de 22 h 30, Davis armé d'un couteau, entre dans la chambre vide de Polly, pendant que la mère et la demi-sœur de celle-ci dorment dans la chambre voisine. Quand elle ouvre la porte de sa chambre à coucher pour aller chercher des sacs de couchage, Polly est surprise par Davis armé de son couteau. Davis ligote les deux copines de Polly, pose une taie d'oreiller sur leurs têtes, et leur dit de compter jusqu'à mille. Davis kidnappe Polly et la séquestre dans le coffre de sa Ford Pinto blanche. Davis remonte l'U.S. Route 101 vers Ukiah.
Les deux filles vont réveiller la mère de Polly, qui appelle aussitôt la police qui transmet un APB (All points bulletin) 30 minutes plus tard avec les informations du suspect. Mais la diffusion sort seulement sur le canal no 1 du shérif, et pas sur les autres fréquences radio de police du comté de Sonoma.
Davis arrive à Santa Rosa à environ 30 km (20 miles) au nord de Petaluma. Il quitte l'US Route 101, prend la en:California State Route 12 sur 25 km (15 miles) où il prend la Pythian Road vers le nord, puis à environ 2,5 km (1,5 mile), il prend l'allée privée d'un ranch situé dans une zone rurale, mais sa voiture s'embourbe dans un fossé au pied du en:Mount Hood (California).
Une baby-sitter qui rentrait chez elle remarque la voiture de Davis coincée dans le fossé sur l'allée privée de son employeur. Quand elle arrive à une station-service, elle appelle la police (au numéro d'urgence 911). Une heure après l'enlèvement, deux policiers ont été dépêchés sur le lieu. L'unité de la Sonoma Valley étant sur le canal 3, une fréquence radio différente, les policiers n'étaient pas informés de l'enlèvement de Polly ni de la description du suspect. Les deux policiers ont noté le numéro de permis de conduire et le numéro de plaque de voiture de Davis après avoir appelé le numéro de son permis de conduire dans son répartiteur (qui remonte au dossier de conduite, mais pas au casier judiciaire, ce qui aurait abouti à son arrestation). Les policiers ont tenté de convaincre la propriétaire de porter plainte pour arrêter Davis pour intrusion. Selon la loi californienne, un contrevenant pour ce type de délit peut être arrêté, placé en garde à vue, puis en détention, mais la propriétaire a refusé de porter plainte.
Les deux policiers appellent une dépanneuse pour sortir du fossé la voiture de Davis. Ils fouillent la voiture avant l'arrivée de la dépanneuse, mais n'y trouvent personne. Il y a une bouteille de bière ouverte dans la voiture, mais Davis ne conduisait pas à l'arrivée des policiers. Ils lui font vider la bière par terre, remplissent une carte FI (Field Interrogation - Interrogation sur le terrain) avec ses informations, puis ils l'escortent jusqu'à la Highway 12, à environ 2,5 km (1,5 mile) de là où sa voiture était embourbée.
Davis a vraisemblablement tué Polly et caché son corps dans les broussailles épaisses sur la colline surplombant le lieu où sa voiture était coincée, avant l'arrivée des deux policiers. Davis était à bout de souffle, hors d'haleine, sa transpiration était abondante (alors que la nuit était froide), et il avait des feuilles et des brindilles dans les cheveux.
Davis a été escorté par les policiers jusqu'à la Highway 12 puis a attendu une période indéterminée et est revenu pour récupérer le corps de Polly. Davis reprend l'US Route 101 et remonte vers Ukiah dans le comté de Mendocino, en Californie. Il s'arrête à environ 1,5 km (1 miles) au sud de la limite de la ville de Cloverdale (Californie) là où la 101 se rétrécit d'une route à quatre voies à une route à deux voies. Davis dit avoir tué Polly à ce moment-là, en l'étranglant par derrière avec un morceau de tissu jaune. Davis enterre le corps de Polly dans une tombe peu profonde, puis il remonte l'US Route 101 vers Ukiah.
Au cours des mois d'octobre et novembre, environ 4 000 personnes ont aidé à rechercher Polly. Des émissions de télévision comme 20/20 et America's Most Wanted ont couvert les recherches. Le portrait robot de Davis dessiné par Jeanne Boylan est diffusé. Mais beaucoup d'appels ne sont que des canulars : une petite fille fait un faux témoignage pour réaliser le défi lancé par ses deux copines. Une femme contacta le FBI pour dire que Polly risquait d'être tuée lors du festival satanique d'Halloween au Bohemian Club. Le grand-père de Polly, Joe Klaas avait endossé un livre écrit par Daniel Ryder intitulé "Breaking the cicle of satanic ritual abuse".
Vendredi 15 octobre 1993, l'actrice Winona Ryder qui a aussi vécu à Petaluma propose 200 000 $ pour toute information permettant de retrouver Polly.
Mardi 19 octobre, Davis est contrôlé pour conduite en état d'ivresse à Ukiah en Californie.
Dimanche 28 novembre 1993, après que des bûcherons aient partiellement coupé des arbres, la propriétaire a inspecté sa propriété. Elle a trouvé une paire de jambières de danse déchirées pouvant être reliées à l'enlèvement.
Celle-ci a été mise en correspondance par le laboratoire d'analyses criminelles du FBI à l'autre partie de jambières qui ont été considérés comme des preuves dans la nuit de l'enlèvement.
La propriétaire a appelé le département du shérif pour signaler sa trouvaille et les policiers et les enquêteurs de scènes de crime ont été dépêchés. Davis a été identifié parce que les deux policiers avaient rempli la carte FI. L'empreinte de Davis a été retrouvée sur les lieux de l'enlèvement mais les autorités ont été incapables de la faire correspondre à son empreinte, en raison de la mauvaise qualité de celle-ci. Le Département du shérif du comté de Sonoma, en collaboration avec la police de Petaluma et le FBI a lancé une recherche sur la propriété et la route Pythian lors d'un violent orage. Les deux jours de recherche ont été gardés aussi discrets que possible, étant donné que Davis était sous surveillance dans un rancheria indien près Ukiah en Californie. La vieille Ford Pinto blanche est derrière la maison, mais Davis n'est pas dans la maison.
Mardi 30 novembre, rien n'a été trouvé lors de la recherche à Santa Rosa, et la surveillance de Davis ne donne aucun résultat à Ukiah, la décision a alors été prise de le localiser et de l'arrêter pour l'enlèvement de Polly. Des barrages routiers sont mis en place. Davis est arrêté à un barrage sur la réserve indienne de Coyote Valley au nord de Ukiah. La police arrête Davis pour violation de libération conditionnelle et un policier le reconnait à partir du portrait robot dessiné par Jeanne Boylan.
Davis dit ne rien savoir sur Polly. Il dément d'être entré dans la chambre de Polly.
Vendredi 3 décembre, la police PD Petaluma et le FBI annoncent que l'empreinte de la paume trouvé sur un mur de la chambre de Polly correspondant à celle de Davis. Une recherche massive pour retrouver Polly à l'est de Santa Rosa est lancée. Le département du shérif du comté Sonoma était assisté par plus de 500 personnes de 24 agences, venant d'aussi loin que le comté de Kern, en Californie et du comté de Washoe, Nevada.
L'effort d'aide mutuelle a été coordonné par le California State Office of Emergency Services (Bureau d'État de Californie des services d'urgence), devenu le California Emergency Management Agency (Agence de gestion des urgences de Californie), les équipes de scène de crime du FBI, et de nombreux autres organismes étatiques et fédéraux. La recherche a produit d'autres éléments de preuve, mais aucune trace de restes humains.
Le soir du samedi 4 décembre, après quatre jours de garde à vue, Davis apprend que l'empreinte de sa paume a été trouvée sur un mur dans la chambre de Polly, alors il avoue l'enlèvement et le meurtre de Polly. Davis emmène les enquêteurs jusqu'au corps de Polly près de l'US Route 101, à environ un mile au sud de la limite de la ville de Cloverdale (Californie).
Le lieu de la tombe est à une vingtaine de miles à vol d'oiseau et à environ 30 miles de la route du site de recherche.
Le corps de Polly est retrouvé avec sa minijupe relevée et les jambes écartées. Davis a indiqué qu'il l'a étranglée par derrière avec un morceau de tissu. Bien qu'il n'y ait eu aucune manière de vérifier exactement comment elle est morte, comme le corps s'était délabré pendant deux mois, le rapport était conformé à l'évidence.
Le corps de Polly a été incinéré et ses cendres ont été dispersées dans l'océan Pacifique par sa famille.
Après la découverte du corps de Polly, Winona Ryder qui interprète Jo March, le personnage principal dans Les Quatre Filles du docteur March (1994), dédie ce film à la mémoire de Polly, car Les Quatre Filles du docteur March était le livre préféré de Polly. Winona Ryder contribue à la création de la en:Polly Klaas Foundation, bien avant la mise en place du système Amber Alert pour les rapts d'enfants.
Mardi 7 décembre 1993, Davis est accusé de l'assassinat de Polly.
Le 8 mars 1994, des millions d'électeurs californiens ont voté la loi des trois coups (Three strikes law) de Bill Jones. Si la loi avait existé, Davis serait resté en prison et n'aurait pu tuer Polly Klaas. L'objectif de la loi est d'emprisonner de façon permanente tout malfrat ayant commis trois délits, avec ou sans violence.
Depuis le système radio des shérifs a été amélioré et l'APB (All Points Bulletin) est maintenant diffusé sur tous les canaux de la police grâce au système centralisé de répartition du 911.
Le 18 juin 1996, à San Jose, en Californie, la Cour supérieure reconnait Davis coupable du meurtre de Polly.
Le 5 août 1996, après quatre jours de délibérations, le jury de la Cour supérieure de San Jose composé de six hommes et six femmes condamne Davis à la peine de mort par injection létale.
Le 26 septembre 1996, Thomas C. Hastings, juge de la Cour supérieure du Comté de Santa Clara, a procédé à sa condamnation formelle à la peine de mort pour assassinat au premier degré et quatre circonstances particulières (vol, cambriolage, kidnapping, et viol) sur un enfant de 12 ans. Après la lecture de l'accusation, Davis se leva et fit un double doigt d'honneur avec ses deux mains à la salle d'audience. Plus tard, Davis a lu une déclaration affirmant que juste avant de violer Polly, elle avait dit à Davis, « Ne me faites pas comme mon père » ce qui implique que le père de Polly était un pédophile. Le père de Polly, Marc Klaas, a réagi en criant, « Oh! Brûle en enfer Davis! Va te faire foutre! ». Marc Klaas a ensuite quitté la salle d'audience pour éviter de causer plus d'agitation.
Davis vit actuellement à l'isolement dans le bloc de la mort à la prison d'État de San Quentin en Californie. Davis reçoit probablement plus de courrier que les autres condamnés à mort, selon Eric Messick, le porte-parole de la prison de San Quentin.
En 2004, la loi des trois coups incarcéra 42000 Californiens sans-abri, toxicomanes, désaxés mentaux et autres citoyens à 25 ans de prison à la suite du vol de quatre biscuits et à 50 ans pour des cassettes vidéo. Dennis Duncan et leurs défenseurs militent pour la proposition 66 qui vise à modifier la loi pour qu'elle ne considère plus les délits peu graves et commis sans violence comme un coup, permettant à 25000 prisonniers d'obtenir une nouvelle sentence. La Californie a modifié sa loi des trois coups par référendum le 6 novembre 2012.

## Documentaires télévisés
- « Kidnapping fatal » (deuxième reportage) le 15, 22 et 30 novembre 2014, 22 juillet et 16 août 2015 et le 30 avril 2016 dans Chroniques criminelles sur NT1.